# Livro da Sabedoria
O Livro da Sabedoria (ou Sabedoria de Salomão) é um dos maiores livros deuterocanônicos da Bíblia. Possui 19 capítulos e é considerado o volume companheiro de Eclesiástico. É normalmente atribuído a Salomão, porém estudos indicam que foi escrito por um judeu de Alexandria.
Segundo tais estudos, seu autor foi um judeu de Alexandria que escreveu o livro nos últimos decênios do século I AC, foi o último livro do Antigo Testamento a ser escrito, sendo, portanto, fictícia a atribuição a Salomão.
Alexandria era um importante centro político e cultural grego, e contava com cerca de 200.000 judeus entre seus habitantes. A cultura grega, com suas filosofias, costumes e cultos religiosos, além da hostilidade que, às vezes, incluía perseguição aberta, constituíam uma ameaça constante à fé e à cultura do povo judaico que habitava no Egito. Para não serem marginalizados da sociedade, muitos deixavam os costumes e até mesmo a fé, perdendo a própria identidade para se conformar a uma sociedade idólatra e injusta.
O autor, profundamente alimentado pelas Escrituras e pela consciência histórica do seu povo, enfrenta a situação, escrevendo um livro que procura de todos os modos reforçar a fé e ativar a esperança, relembrando o patrimônio histórico-religioso dos antepassados. Ele ensina a verdadeira sabedoria que conduz a uma vida justa e à felicidade. Não se trata da cultura que se conquista pelo pensamento, mas da sabedoria que vem de Deus, opondo-se à idolatria e à vida injusta que nasce dela. Esta sabedoria divina guiou magistralmente a história do povo de Deus, revelando que a verdadeira felicidade pertence aos amigos de Deus. Em outras palavras, o autor quer mostrar que a sabedoria ou senso de realização da vida não é apenas um fruto do esforço do homem, mas é em primeiro lugar um dom que Deus concede gratuitamente aos seus aliados.